# 카밀라 발리예바
카밀라 발레리예브나 발리예바(러시아어: Ками́ла Вале́рьевна Вали́ева, 타타르어: Камилә Валерий кызы Вәлиева, 2006년 4월 26일~)는 러시아의 피겨스케이팅 선수로 현재 여자 싱글 쇼트, 프리, 총점 세계 기록 보유자이다. 주니어 선수 시절에 2020년 세계 주니어 선수권 대회와 2020-21년 주니어 그랑프리 파이널에서 우승했으며, 시니어에서는 2022년 유럽 선수권 대회에서 금메달을 획득했다. 하지만 현재 도핑사건으로 인해 많은 매체와 언론에서 비난이 이어지고 있다.

## 도핑 파문
2021년 10월 시니어 무대에 오른 뒤에 대회마다 세계기록을 경신하면서 '신기록 제조기'라는 별명을 얻었던 카밀라 발리예바가 2022년 베이징 올림픽 이전에 12월 25일 러시아 선수권 대회에 제출한 도핑 샘플에서 금지 약물인 트리메타지딘 양성이 나와 러시아반도핑기구(RUSADA)로부터 선수 자격 정지 징계를 받았던 일이 있었다. 하지만 결국 베이징 올림픽에 참가하였지만, IOC로부터 뒤늦게 금지 약물이 인정되면서 도핑 파문이 일렀으며, 많은 나라에서도 비난이 일고 있다. 이로 인해 같은 예테리 투트베리제 팀의 알렉산드라 트루소바, 안나 셰르바코바도 도핑을 의심받고 있다. 예테리 투트베리제 팀에서는 마야 크로미크, 다리아 우사체바, 소피아 아카티예바, 아델리야 페트로시안 등 여러 명의 최정상급 선수들이 속해있는데, 이것이 약물 때문이라는 의혹이 제기되었다. 하지만 스포츠 중재 재판소에서 징계를 받지 않고 개인전에 출전해 전세계에서 비난을 받았다. 2022년 2월 15일 개인전에 출전한 발리예바는 4위의 성적을 냈다.
2024년 1월 29일 스포츠 중재 재판소의 판결로 4년간 선수 자격이 정지되었으며 2021년 12월 25일 이후 출전한 모든 경기의 결과가 무효로 처리되었다. 이에 따라 2022년 유럽 선수권 대회 여자 싱글 금메달과 2022년 동계 올림픽 단체전 금메달이 박탈되었다.

## 기술 및 평가
주무기로는 쿼드러플 살코, 쿼드러플 토룹, 트리플 악셀 점프를 삼고 있다. 후반부에 트리플-트리플 컴비네이션 점프를 수행해 10% 보너스를 가져간다. 부드러운 랜딩과 트랜지션으로 가산점도 잘 받아가는 편이다. 하지만 트리플, 쿼드러플 점프를 뛸 때에 프리로테이션이 너무 심하다는 단점이 있다. 또한 토점프(럿즈, 플립, 토룹)을 뛸 때, 토픽 대신 블레이드 전체를 찍고 도약한다는 단점도 있다.
쿼드러플 점프와 트리플 악셀의 성공률은 후반부에 구성해 성공할 정도로 매우 좋은 편이다. 스케이팅 스킬은 매우 좋은 편으로 거의 모든 대회에서 스텝 시퀀스에 레벨 4를 가져간다. 스핀도 축, 엣지전환, 자세 모두 우수하다. 캔들 스핀과 I 스핀을 구사할 수 있다.